# Xã James Hill, Quận Mountrail, Bắc Dakota
Xã James Hill (tiếng Anh: James Hill Township) là một xã thuộc quận Mountrail, tiểu bang Bắc Dakota, Hoa Kỳ. Năm 2010, dân số của xã này là 32 người.